# Покрајине Есватинија

## Мбабане, Небеска долина иМанзини
Најпрометнији гранични прелаз у Свазиланду је Осхоек и то због тога што се налази близу главног града, Мбабане, као и због чињенице да лежи на главном путном правцу који ову земљу повезује са Јужноафричком Републиком. Чим пређе државну границу, посетилац ће уочити сликовита села смештена у брдима и сурове планинске венце испресецане речним долинама.
На петом километру од граничног прелаза, са леве стране пута налази се Нгванија глас (Ngwenya Glass), једина фабрика за прављење стакла ове врсте на Јужној хемисфери. Дувачи стакла обликују појединачне комаде у компликоване форме различитих животиња, посуђе, орнаменте и сувенире. Сваки комад је вешто направљен, оригиналан и уникатан. Сам процес израде ових предмета од стакла је врло интересантан и посетиоци могу са балкона да посматрају све фазе кроз које рециклирано стакло пролази док не добије коначан облик, спреман за продају. То може бити украсна чинија, повећи слон или нешто једноставно, на пример, притискач за папир. Стакло за рециклажу се прикупља из свих делова Свазиленда. То су углавном празне флаше које становништво чува специјално за ту сврху. У сарадњи са локалним школама, ради се на буђењу свести о очувању околине код деце, тако да и они имају значајан удео у прикупљању старог стакла. Нгванија глас се ангажују за одржавање нетакнуте природе и угрожених врста, тако да проценат од своје продаје прилажу фондацији „Спасимо носороге”.
Првобитна фабрика стакла је отворена 1979. од стране шведских занатлија. После неколико година лошег пословања садашњи власници, породица Претејохан, откупили су фабрику 1987. Производња је од тада постепено, али константно расла. Водећи занатлија Нгваније, Сибусисо Мхланга, који је темељно научио занат од Швеђана, пренео је своју вештину на остале дуваче стакла који заједно праве најразличитије посуде украшене орнаментима. Те врло атрактивне посуде, посебно чаше за вино, су у исто време функционалне и оригиналне — специјализовани гравер ће овај уникатни сувенир украсити разним шарама или пак угравирати жељено име или текст. Нгванија глас је основала још једну фабрику стакла и то у Јоханезбургу под именом Цвикери Нгваније која производи наочаре, вазе, чиније за салату, итд. Нгванија глас извози своје производе широм света. Многи угледни клубови и хотели, као што је нпр. Сун Интернатионал, опремљени су њиховим чинијама за воће, вазама, пепељарама. Обе радионице имају простране изложбене просторије, као и прекрасну кафетерију које су смештене у традиционално уређеним вртовима.
Настављајући даље пут ка главном граду, на километар од Нгванија глас, налази се Ендлотане Студио где се праве Пумаланга таписерије. Израду свазилендских таписерија започела је 1974. породица Рек. Уметник и оснивач Алберт Кристоф Рек дизајнира моделе за изузетне таписерије које описују историју Африке кроз цртеже староседелаца и модерну уметност. Посетиоци могу посматрати цео процес израде од чешљања Мерино вуне, до испедања нити, бојења, а затим ткања. Са доживотном гаранцијом, исткани артикли Ендлотане студија интернационално су познати под Пумаланга Свазиланд робном марком. Ограничен број таписерија се прави по унапред одабраном дизајну и уз сваку се добија потврда о власништву и кратак опис порекла.
Ендлотане Студио није само радионица за израду таписерија, већ је специјализована и за ручну израду савременог намештаја. Пажљиво бојено дрво, у комбинацији са одговарајућом тканином, постаје необична столица, диван или гарнитура за седење. За појединачне жеље узимају се поруџбине, а готови производи се извозе широм света. Уметност Алберт Река се употпуњује таписеријама које праве жене широм Свазиланда. Облици се исцртавају на огромној шеми, а спретни прсти пратећи их, дају им боју и уливају живот у дело.

### Мбабане
Мбабане, престоница Свазиланда, основан је 1902. од стране британских колонијалних власти. Има око 80.000 становника, али се тај број последњх година рапидно увећава. Легенда каже да је град добио име по локалном начелнику, а у преводу гласи нешто оштро и горко што можда осликава природу начелника, али не и града. Друго мишљење је да се Мбабане развио у близини пашњака на којем расте слатка трава по имену лулубане, па је та реч временом преиначена у Мбабане где се последњи самогласник изговара меко. Лежи на северној ивици долине Езулвини, у зеленом побрђу Длангени. Окружен брдима, Мбабане није изгубио атмосферу малог места, упркос високим пословним зградама које су овде никле последњих година.

### Небеска долина
Од главног града, поред брда Малагване, пут води, кроз прелепе планинске пејзаже, ка долини Елзувини Небеској долини. Налази се у географској области Мидлвелд са незнатно вишим температурама ваздуха и више тропске вегетације. Ово је област где се налазе највеће туристичке атрактивности у земљи. У долини је сконцентрисан велики број споменика, музеја, занатских и уметничких радионица, центри здравља и лепоте, као и многи ресторани, хотели, казина и куће за смештај туриста. Најотменији хотели су смештени овде: Royal Swazi Sun Hotel, Casino Hotel, Lugogo Sun Hotel, Ezulwini Sun Hotel, Yen Saan Hotel, Mantenga Falls Hotel, Happy Valley Motel…
Пут који пролази кроз Малагване побрђе је 1995. унапређен у главну саобраћајницу са четири коловозне траке, тако да је сада далеко безбеднији него раније, а туристичким знаменитостима и хотелима се много брже и лакше прилази.
Бањско лечилиште и студио лепоте — налазe се на путу кроз долину и може да понуди комплетан релаксациони програм. Располаже извором минералне воде којом се пуне базени, теретаном, фитнес центром, саунама и đакузијем.

### Уточиште Млилване
Млилване је прво основано природно уточиште за дивље животиње у Свазиланду и у рукама је приватника. Заузима површину од 4.500 хектара, а смештен је у долини Езулвини, у подножју Мдзимба планине на којој су сахрањивани чланови краљевске породице. Лежи на граници високих и средње високих травнатих поља и важна је прелазна зона за флору и фауну. На само 4 km од Казино хотела могу се видети различите врсте сисара, птица, дрвећа и биљака. Међу животињским врстама су зебра, жирафа, гну, црвенкаста антилопа, бели носорог, брадавичаста свиња, нилски коњ и нилски крокодил, као једини предатор. Овде живи и више од 200 различитих врста птица.
Прича о томе како је настало Млилване уточиште је у исто време депримирајућа и инспиративна. Наиме, Небеска долина је 40-их година прошлог века била царство животиња, птица и високих трава. До половине 50-их, нестао је скоро комплетан дивљи свет, делом због лова, делом због премештања услед формирања модерних фарми. Многи напори да се измоли финансијска подршка од владе били су неуспешни. Коначно, чувени конзервациониста Тед Рејлија са својом породицом доноси одлуку да формира уточиште за животиње на својој приватној фарми, сопственим средствима. Стварање погодног станишта, у којем ће животиње опстати и напредовати, уопште није био лак задатак, али мало по мало, Млилване је попуњен различитим угроженим животињским врстама. Раних 60-их направљен је камп који је отворен за посетиоце и који је данас веома популаран. У почетку, ово је било уточиште за по један примерак врста, а данас животиња има довољно чак и за донације другим резерватима: Hlane, Mkhaya, Malolotja и Mlawula. Међутим, борба против криволова се наставља, чему сведочи велика колекција замки на самом улазу у парк.
Саставни део парка је велико травнато пространство на којем лако уочити разне врсте сисара и птица у малом временском року. Пределом доминира зупчасти врх Хјоњане, где посетилац може употпунити свој излет окрепљујућом шетњом. Постоји и могућност најма коња и бицикала. У самом кампу налази се базен где се сасвим сигурно могу видети нилски коњ, крокодил и плави ждрал, као и друге птице. Најбоље место за посматрање је са терасе Хипо хаунт ресторана који се налази поред самог базена. Права је атракција посматрати ове животиње у време када се хране, сваког дана у 15:00 сати, када се нилски коњи, птице и брадавичасте свиње утркују за птичију храну. Све ово се догађа на само 3 метра од посетиоца, који је заштићен каменим зидом висине 1m.
Можда звучи невероватно, али читаво ово искуство дивље афричке природе, које нуди Млилване резерват, налази на свега неколико километара од Мбабане и до њега се може доћи таксијем или аутобусом.

### Лобамба
У срцу долине Езулвини, краљевске долине Свазиланда, град Лобамба је традиоционална престоница Краљевине и сматра се духовном престоницом (умпакатси) Свази нације. Краљ Мсвати III се залаже за опстанак краљевског Крала у Лобамби у којем се сваке године у децембру или јануару одржава церемонија Инцвала — краљевска церемонија. Осим тога, сваког августа или септембра испред Крала се изводи Плес трске у присуству краља и краљице. У одређено време, краљ се састаје са својим народом у Кралу како би им дао савете и послушао њихове сугестије које се тичу државних послова.

### Манзини
Манзини је пословни и индустријски центар Свазиланда, уједно и највећи град у земљи. Статус града добија 1992. Налази се у централном делу краљевине. Одавде се путеви гранају ка северу, југу, истоку и западу земље. Железница одавде саобраћа до Мапута, Дурбана и Ричардс Беја итд.

## Пигс Пики Северна област
Главна саобраћајница кроз ову област води од граничног прелаза Матсамо ка главном граду и један је од најлепших путева у Свазиленду. Ово је географски регион Хигхвелд са чистим ваздухом, планинама прекривеним дивљим растињем и шумама зелених борова и мирисног еукалиптуса. У овом региону су лоцирана три највиша врха Свазиленда, најстарији рудник гвожђа у свету, атрактивни водопади Фофоњане и брда која се протежу унедоглед.
Пигс Пик, градић смештен у шуми дуж главног пута, добио је име по William Pigg-у ранијем француском истраживачу који је овде 1884. пронашао злато. Рудник злата је био отворен док руда није исцрпљена 1954. У близини се налази рудник азбеста и рударски градић Хавелок, смештен у изгубљеној долини, у подножју највише планине Свазиленда- 1.862m, Емлембе (у преводу паук). Једна од занимљивости Хавелок-а је жичара којом се отпрема руда преко планина и долина, све до Барбертона у Јужноафричкој Републици, 20 km даље. Пигс Пик је некада био мета житеља Јоханезбурга који су овде долазили сваког викенда да би се коцкали, међутим, данас постоје Јоханезбургу ближа места за то.
Нешто северније од Пигс Пик-а се налази Protea Piggs Peak Hotel & Casino, а затим се наилази на град невероватног имена Ххоххо. Опште прихваћено мишљење је да име града потиче од ономатопеје гласа павијана који до овде допире са околних планина. Нешто даље је гранични прелаз Матсамо који води до Националног парка Кругер у Јужноафричкој Републици.
Сеоски живот, овде, као и у целом Свазиленду је тек на мало вишем нивоу од чисте борбе за преживљавање, међутим људима то не смета, ништа не раде у журби и веома су дружељубиви.
Одмаралиште и природни резерват Фофоњане налази се на реци Млумати и у приватном је власништву Род де Влетера који је заслужан за одржање разноврсне флоре и птичијег света у резервату. Овај рајски врт Свазиленда представља станиште за око 300 врста птица. Бројне стазе за шетњу воде кроз шуму и поред реке која на територији парка прави серије водопада и каскада и нуди могућност освежења у врелим летњим данима.

### Малотоја природни резерват
Налази се око 20 km северозападно од Мбабане, на брдовитом прелазу високих и средње високих травнатих поља. Резерват је добио име по највишем водопаду у земљи који се овде налази уз још 26 других.
Парком је заштићено 18.000 хектара прастаре дивљине, укључујући две највише планине Свазиленда, Нгвенја и Силотвана и највиши водопад Малолотја, висок 95m. Надморска висина парка се креће од 650m до 1.900m. Станиште је огромног броја врста биљака, рептила и више од 280 врста птица од којих су неке изузетно ретке. Овде се налазе бројни сложени облици рељефа: сломљени планински врхови, бујне долине, дубоке кањонске долине река. Уређено је 200 km стаза за пешачење од којих су неке врло стрме.
За љубитеље птица, Малолотја је рај. Најзначајнији представници птичијег света су плава ластавица, ћелави ибис, плави ждрал... Појављују се и ретка врста јастреба, птица секретар, као и редак свети ибис. У магловитим областима парка живи неколико шумских врста птица: нарина трогон, орао крунаш, сива кукавица... Избројано је 26 врста рептила. Од сисара, уточиште овде налазе павијан, вервет мајмун, брадавичаста свиња, леопард, рис, шакал и бројне врсте антилопа. Зебра и гну поново насељавају парк.
Геологија резервата је посебно интересантна јер се овде налазе најстарије седиментне стене на свету које садрже фосиле плаво-зелене алге, процењене на 3,5 билиона година старости. У јужном делу Малолотје се налази подручје богато рудом гвожђа и најстарији рудник на свету Лавља пећина, експлоатисан још пре 45.000 година, у каменом добу због црвеног пигмента, а касније и због руде метала.
Величанствена разноврсност дивљег цвећа је можда једна од највећих атрактивности парка. Најлепши представници су барбетон и каапсцхехооп cycad и разнобојно цвеће које привлачи бројне птице певачице, цвећарке и сунчице. Бројне изворе изузетне лепоте окружују шуме. Ово место је идеално за излете и шетњу, са бројним означеним стазама, спектакуларним врховима и погодним положајем кампова са опремом.

## Нхлангано и Јужна област
Гранични прелаз Махамба је један од главних у земљи преко којег се одвија највећи део увоза и извоза сировина и производа. Одличан, асфалтирани, пут одавде води ка Нхлангану, главном пољопривредном центру Шиселвени дистрикта.
Године 1947. док је земља још била под британским протекторатом, краљ Собхуза II се састао са британским краљем Џорџом VI, који је у овај градић дошао у пратњи супруге Елизабете и њихове две ћерке од којих је старија касније постала краљица Елизабета II. Град се тада звао Геодгегун, међутим, у знак сећања на историјски сусрет краљева, дато му је име Нхлангано — у преводу место сусрета.
Гранд Валлеу — Предели којима пут води даље, ка Хлатикулу и Манзини, су вероватно најсликовитији у краљевству, јер пут води преко стрмих брда и ниских долина миддлевелда. Део пута пролази уз саму Мкхондо реку, кроз шуме и пољопривредне области прелепог Шиселвени дистрикта. Није ни чудно што су први Свази кланови изабрали да се настане баш у овој области, између данашњих градова Двалени, Нхлангано и Хлатикулу, која представља границу Ловелда и Мидлвелда, где је вегетација разноврсна и количина падавина идеална. Природа је овде савршена за пикник и роштиљање, а поглед са Хлатикулуа на долину просто одузима дах.
Још једна атрактивност ове области је једна од највећих површина на свету пошумљених од стране човека. То је пространа Усуту шума која покрива 65.000 хектара земље и крије у себи бројне изворе, реке, пећине и кланце, нетакнуте вековима.

## Источни Свазиланд
Ова туристичка регија обухвата географске регионе Ловелда и Лубомбо планина. И поред повољних природних услова, туризам овде није развијен у великој мери. Најважније привредне гране су сточарство и производња шећера.
Овде се налазе три природна резервата: Хлане, на самом путу Тсханени- Ситеки; до њега је Млавула, на граници са Мозамбиком; и Мкхауа у близини места Сипхофанени.
У количини воде, реке овде достижу свој максимум, јер спуштајући се са запада примају бројне речице и потоке. Млумати, Комати, Мбулузи, Усушвана, Нквемписи, Мкхондо, Нгвавума и највећа, Усуту река, пресецају ову регију на свом путовању ка Мозамбику и Индијском океану.

### Мкхауа Резерват
Мкхауа је приватни резерват, власништво чувеног конзервационисте Теда Реилуа, који га је осмислио као уточиште за угрожене врсте. Он и његов тим људи управљају и резерватом Млилване са истим енергичним приступом очувању дивљине. Мкхауа покрива подручје од 6.250 хектара. Понос резервата је дивљи црни носорог који је заступљен у великом броју, али и слон, бели носорог и риђа и црна антилопа која је једна од најугроженијих врста и права је реткост видети је у другим резерватима у земљи и ван ње. У великом броју има жирафа, нилских коња, зебри, гнуова и вервет мајмуна. Мкхауа врви од разних врста гмизаваца, инсеката и птрица.
Развоју и очувању овог природног резервата помогле су донације норвешког принца Бернхарда, породице Претејохн из Нгвенја Гласа, Европске уније и британског фонда за очување носорога.
У Мкхау се може ући само унапред организовано, у групи, или индивидуално, уз претходан договор, али не у сопственом возилу, већ са ренџерима, њиховим ландроверима.
Мкхауа у својој понуди има и луксузно опремљен камп, предвиђен за смештај оних који желе да осете право искуство живљења у складу са природом. Камп је смештен у близини реке, па су жубор воде, цвркут птица, мека трава и стогодишња стабла оно што посетилац прво доживи када се ујутру пробуди.
Мкхауа резерват се налази готово на путу Манзини — Биг Бенд, око 65 km југоисточно од престонице.

### Млавула природни резерват
Овај резерват површине 18.000 хектара налази се на граници са Мозамбиком, на крајњем истоку Свазиленда у подножју Лебомбо планина, тако да покрива и планинске и равничарске терене. Лебомбо планине су по свом постанку вулканске. Колико је познато, баш у овој области је забележена прва људска насеобина. Наиме, дуж корита Мбулузи реке откривено је оруђе, старо више од милион година. Озбиљнија археолошка истраживања ове области су још у плану. Резерват је недовољно развијен и мало посећен, па је природна лепота, коју овај крај поседује, нетакнута. Ретке врсте пузавица и биљака са сочним и срцастим листовима- цуцад расту у шумама јаких стабала. Од животиња овде борави хијена и леопард, нилски коњ, бели носорог, саманго мајмун, крокодил, антилопа, зебра и више од 350 различитих врста птица. У водама резервата живи и опасан изазивач болести, паразит билхарзиа. Овде су нашле дом и три врсте змија смртосног отрова. Резерват се може обићи у оквиру организованих шетњи или ландовер тура, а могуће је и коришћење кануа и малих чамаца на Мбулузи реци, али уз претходно одобрење надзорника. Пешачке стазе у резервату су још у фази изградње; стаза Матхеву се налази у близини Мбулузи и дугачка је само 3 km. Овде водич није неопходан, јер је стаза безбедна, а постоје и писани водичи који обухватају објашњења о биљкама, геологији и животињском свету. Ипак, постоји и упозорење чувајте се крокодила.
У Млавули постоје два кампа: Сипхисо- на обали истоимене реке, предвиђен за шаторе и приколице; и Мбулузи — са комплетном опремом за камповање, намењено онима који не поседују сопствену опрему.

### Краљевски Национални Парк Хлане
Хлане, у преводу дивљина је највеће заштићено подручје у Свазиленду. Простире се на око 30.000 хектара суве, али плодне, земље. Највећи понос парка су лавови, који су после тридесетогодишњег одсуства поново настањени 9. фебруар 1994. Слично је и са осталим животињама чији је број шездесетих година био алармантно смањен. Краљ Собхуза II, увидевши потребу за предузимањем мера заштите, ангажовао је Тед Релија који је већ показао добре резултате у конзервацији резервата Млилване, па је фонд животиња значајно увећан. Парком се слободно крећу велика крда зебри, црвенкастих антилопа, гнуова. Слонови се могу све чешће видети, чак и у близини кампова. Има шакала, леопарда и хијена који имају важну улогу у екологији парка.
Често се догађа да група нојева залута у сам камп и не обазирући се на људе играју и чисте своје перје. Марабоу роде сваке године праве своја гнезда на дрвећу у близини Бхубеси кампа што уједно представља и најјужније гнездилише Африке. Проценат природне смртности у резервату привукла је и неке лешинаре.
Постоје два кампа- Бхубеси и Нхлову са рестораном под ведрим небом и удобним смештајем.

## Ситеки
Ситеки је град који се налази на путу који не води никуда, али може да понуди предах у прохладним Лебомбо планинама које се уздижу из равнице. Ово је и једини град на овој планини, а налази се на 600m надморске висине. По лепом времену, са видиковца се може видети Индијски океан. Раније стециште војних и царинских јединица, град је добио име Ситеки, што значи место венчања. Наиме, Мбандзени, прадеда садашњег краља, дао је својим трупама дозволу да се овде венчавају. У новије време, Ситеки је познат по својој Ињанга и Сангома школи, владиној школи за обуку исцелитеља и пророка. Ради се о фасцинантној комбинацији ботанике, спиритуализма и природних наука. Постоји и могућност посете овој школи, уколико се она унапред уговори преко Туристичке Организације Свазиленда.
Недалеко од града, јужније, се налази Природни Резерват Мути-Мути који стручњаци школе Ињанга и Сангома у великој мери користе због разноврсности биљака које су им потребне за рад (мути отприлике значи 'магија' и 'народна медицина'). Забележено је присуство око 250 врста птица и ретких Саманго мајмуна. Са највише тачке у парку, по лепом времену, може се видети цело пространство Свазиленда на западу и Мозамбика на истоку.
До Ситекија се може стићи добрим калдрмисаним путем око 60 km источно од Манзинија.